# Argeșani, Argeș
Argeșani este un sat în comuna Băiculești din județul Argeș, Muntenia, România. Satul se află în partea central-vestică a județului, în Dealurile Argeșului.
1. ↑  Google Earth
2. ↑  x indică operatorul telefonic: 2 pentru Romtelecom și 3 pentru alți operatori de telefonie fixă